# Marcel Foucat
Marcel Foucat est un athlète français, né à Pau le 20 décembre 1950 et mort en Espagne 2 octobre 2004, adepte de la course d'ultrafond et deux fois champion de France des 24 heures en 1994 et 1996. Il est également deux fois champion d'Europe des 24 heures IAU par équipe en 1997 et 1998.

## Biographie
Marcel Foucat devient champion de France des 24 heures de Courçon en 1994 et de Blagnac en 1996. Il est également champion d'Europe des 24 heures IAU par équipe de Bâle en 1997 et de Marquette-lez-Lille en 1998,. Il décède en 2004 lors d’une course solitaire en montagne, au  pic du Port de la pez,.

## Records personnels
Statistiques de Marcel Foucat d'après la Deutsche Ultramarathon-Vereinigung (DUV) :
- Marathon : 2 h 41 min 59 s au marathon de La Rochelle en 1994[7]
- 100 km route : 7 h 3 min 42 s aux 100 km de Vendée en 1993
- 6 heures route : 74 km aux championnats d'Europe des 24 h IAU de Szeged en 1994 (6 h split)
- 12 heures route : 140 km aux championnats d'Europe des 24 h IAU de Szeged en 1994 (12 h split)
- 24 heures route : 246,985 km aux championnats de France des 24 h de Niort en 1992